# Théophile Abega
Pour les articles homonymes, voir Abega.
Théophile Abega (né le 9 juillet 1954 à Yaoundé et mort le 15 novembre 2012 dans sa ville natale) est un footballeur international camerounais qui jouait au poste milieu de terrain.

## Biographie
Surnommé « Docteur », élu meilleur joueur africain en 1984, il fait partie des Lions Indomptables qui terminent invaincus la Coupe du monde 1982 en Espagne. Deux ans plus tard, il est le capitaine des Lions vainqueurs de la Coupe d'Afrique des nations. En 1984, il remporte le Ballon d'or africain. 
Il joue notamment au Canon Yaoundé puis à Toulouse, durant la saison 1984-1985.
En 2007, il est élu maire de Yaoundé IV, l'une des sept communes de Yaoundé. 
Il meurt le 15 novembre 2012 à l'âge de 58 ans, des suites d'un malaise cardiaque,.

## Palmarès
- Vainqueur de la Coupe d'Afrique des nations 1984 avec l'équipe du Cameroun
- Vainqueur de la Ligue des champions africaine en 1978 et 1980 avec le Canon Yaoundé
- vainqueur de la coupe d'afrique des vainqueurs de coupe en 1979.
- Champion du Cameroun en 1977, 1979, 1980 et 1982 avec le Canon Yaoundé
- Vainqueur de la Coupe du Cameroun en 1975, 1976, 1977, 1978 et 1983 avec le Canon Yaoundé
- Ballon d'Or Africain 1984 et Meilleur joueur de la CAN 1984.
- Ballon d'Or camerounais 1982 et 1983.